# Chabenec (Nízké Tatry, 1516 m)
Chabenec je horský vrchol o nadmořské výšce 1515,50 m v jihozápadní části Ďumbierských Tater.
Částečně holnatý vrch se nachází nad Sopotnickou dolinou, severně od obcí Ráztoka a Pohronský Bukovec a Medzibrod. Leží v jihozápadním výběžku rozsochy Ráztocké (1565 m) a Ondrejské holi (1591 m).

## Přístup
Na vrchol nevede značený cesta a nejsnáze dostupný je odbočkou z  značené trasy, vedoucí z obce Ráztoka na Ondrejskou holi (1591 m)